# CONCEPT (ゲームブランド)
CONCEPT（コンセプト）は、日本にかつて存在したビジュアルアーツのアダルトゲームのブランド。

## 概要
2005年（平成17年）設立。「特定嗜好用ソフト」開発を掲げており、デビュー作より一貫してヒロイン全員が主人公の子どもを妊娠する妊婦属性に特化したタイトルのみを製作しているが、非常に寡作であり2007年（平成19年）から2010年（平成22年）までは新作の発売が途絶えていた。
発売タイトルの原画は全てうめきちが担当している。
2011年（平成23年）の「孕神〜はらかみ〜（2011年1月28日発売）」発表を最後に表立った作品制作などの活動が無くなり消滅したと思われる。

## タイトル一覧
- 種をつける男（2005年7月29日発売）
- すえぜん! 〜種を望む彼女〜（2006年10月27日発売）
- 孕神〜はらかみ〜（2011年1月28日発売）